# Synelnykove
Synelnykove (ukrajinsky Синельникове, rusky Синельниково, Sinělnikovo) je město v Dněpropetrovské oblasti na Ukrajině. Leží na Voroně, 28 kilometrů dlouhém přítoku Dněpru, ve vzdálenosti 48 kilometrů na jihovýchod od Dnipra. Po administrativně-teritoriální reformě v červenci 2020 patří do Sylnekyvského rajónu, do té doby spadalo jako město oblastního významu přímo pod oblast. Žije v něm přibližně 30 tisíc obyvatel.
Je zde významný železniční uzel.